# Rượu chuối hột
Rượu chuối hột là loại rượu Việt Nam ngâm quả của loài chuối (gọi là "chuối hột" hay "chuối chát") có danh pháp khoa học được cho là Musa barjoo. Một số người sử dụng loại rượu này như thuốc chữa bệnh.

## Cách làm
Để có được rượu chuối hột ngon thì trước tiên phải lựa chọn loại chuối phải thật chín, thái mỏng rồi đem phơi nắng cho thật khô. Rượu ngâm phải dùng loại rượu cốt nguyên chất, cứ 1 kg chuối hột thì ngâm khoảng 2-2,5 lít rượu nguyên chất. Đồ ngâm rượu phải dùng lọ thủy tinh, rửa sạch. Bỏ chuối vào, chuối chiếm 1/3 lọ, rượu chiếm 2/3 lọ rồi đậy nắp kỹ, ngâm 100 ngày sau là sử dụng được.

## Công dụng
Rượu chuối hột trong dân gian được dùng để trị bệnh sỏi thận, đau dạ dày.Uống rượu chuối hột giúp kích thích tiêu hóa, bổ thận lợi tiểu, chữa đau lưng mệt mỏi, trị biếng ăn, mất ngủ. Ngoài ra rượu chuối hột kết hợp với các vị thuốc khác có công dụng chữa được các loại bệnh như cảm sốt, táo bón, hắc lào... còn có tác dụng tăng cường sinh lý.